# Y RNA
Y RNA係一種短非編碼RNA。它是Ro60核糖核蛋白顆粒的組分之一。在全身性紅斑狼瘡患者體內，它是患者自身抗體的攻擊目標之一。Y RNA對DNA複製來說至關重要，因爲它們能與染色質和起始點識別複合物相互作用。

## 結構
推測Y RNA的5'和3'端會摺疊形成一個保守的莖形結構。已確認Y RNA有一個單胞嘧啶（C）突出，這個突出對Y RNA與Ro蛋白的結合至關重要。

## 功能
目前，已知Y RNA有兩大功能：一，抑制Ro60；二，作爲DNA複製的一種起始因子。失去了保守的與Ro60蛋白的結合位點的突變人類Y RNA仍然能參與DNA複製，這說明與Ro蛋白結合以及啓動DNA複製是Y RNA的兩種互不相干的功能。儘管Y RNA的衍生小型RNA大小與微RNA相當，但是它們卻和微RNA在功能上卻毫無關係。

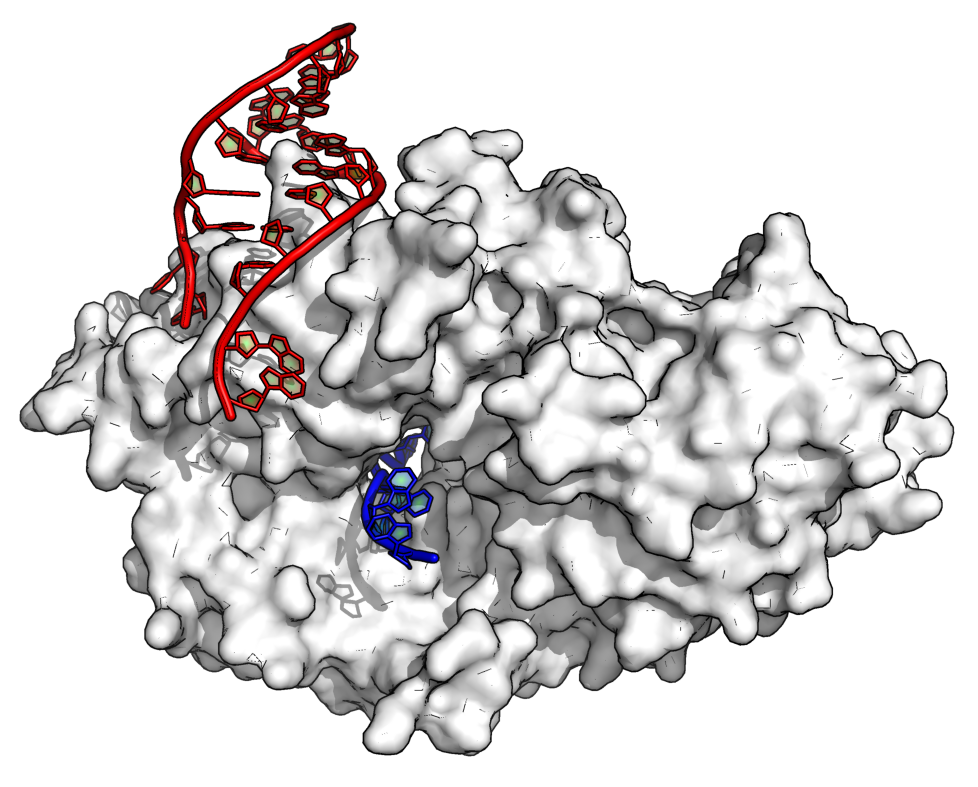
圖中，自身抗原Ro（標成白色）與Y RNA（標成紅色）的雙鏈區末端結合。另外，還有一條單鏈RNA（標成藍色）（PDB: 1YVP ）

### Ro60抑制
在自由狀態下，Ro蛋白質會與一系列的摺疊錯誤的RNA結合，比如摺疊錯誤的5SrRNA，這被認爲是（RNA）品質控制機制的一種。與Y RNA或另外的RNA結合的Ro複合物的晶體結構顯示，Ro蛋白質與單鏈RNA的3'端的結合特異性相對較低。但Y RNA與Ro蛋白質還會在另一位點發生特異性結合，且該結合能調控Ro複合物與其他RNA的結合。在Deinococcus中，自由狀態下的Ro蛋白亦與參與23SrRNA的成熟過程。在該物種中，造成Y RNA缺失的突變並不致死，Y RNA在不與Ro蛋白結合時會不穩定。

### 啓動DNA複製
人類的Y RNA對DNA複製是不可或缺的。通過生物化學上的分離和重構實驗，人們已證明，在體外培養（in vitro）的脊椎動物細胞的核中，Y RNA對染色體DNA的複製是必不可少的。如果對體外細胞或體內（in vivo）細胞中的Y RNA進行特異性降解的話，那麼DNA複製會被抑制。科學家認爲Y RNA通過作同時與染色質和與複製啓動相關的蛋白（包括起始識別複合體）結合的中間體發揮作用。

## 人類病理學中應用
Y RNA在一些人類腫瘤中處於過度表達狀態，且爲細胞增殖所必需。Y染色體的與微RNA大小相近的小型分解產物可能與自體免疫病等病症有關。

## 分佈
已在真核細胞與細菌中發現了被推定爲Y RNA和Ro蛋白質的物質。人類應有4種Y RNA，分別是hY1、hY3、hY4，以及hY5。另外，人體內也有很多與Y RNA相關的假基因。秀麗隱桿線蟲（C. elegans）則有1種Y RNA，名爲CeY RNA。該生物體內許多sbRNA也被認爲可能與Y RNA同源。抗輻射奇異球菌（Deinococcus radiodurans）編碼一種與Ro蛋白同源的蛋白質，名爲rsr（Ro sixty related，意爲第六個與Ro有關的）。用UV燈對該菌進行照射，可以誘導編碼rsr的基因的表達。在該情況下，抗輻射奇異球菌的菌體內至少會出現4種短RNA，其中一種RNA似乎與Y RNA具有同源性。

## 外部連結
- Y RNA的Rfam页面